# 托馬斯鎮區 (密蘇里州里普利縣)
托馬斯鎮區（英語：Thomas Township）是位於美國密蘇里州里普利縣的一個行政鎮區。

## 地方資料
托馬斯鎮區的面積為97.88平方千米，當中陸地面積為97.54平方千米，而水域面積為0.34平方千米。根據2020年美國人口普查的數據，當地共有人口610人，而人口密度為每平方千米6.23人。